# Кудаковы (осетины)
Куда́ковы (осет. Хъуыдакатæ, тур. Doğan, Kanpolat) — осетинская фамилия.

## Антропонимика
Из осетинского хъуыд ‘нужен был’ + -аг; буквально — ‘боеприпас’.
По мнению академика В. И. Абаева имя Хъуыдак имеет персидскую этимологию и обозначает «сырный боеприпас».

## Происхождение
По преданию, жили четыре брата: Галаз, Течъи, Бедой и Хъуыдакк. От них произошли фамилии Галазовы, Течиевы, Бедоевы и Кудаковы. Кудаковы проживали в Даргавском ущелье, оттуда переселились в сел. Средний Урух.

## Генеалогия
Родственными фамилиями (осет. æрвадæлтæ) Кудаковых являются — Бедоевы, Галазовы, Течиевы.

## Известные носители
- Сосланбек Казбекович Кудаков (1981) — заместитель председателя Центральной избирательной комиссии РСО-Алания.